# Joseph Cattarinich
Temple de la renommée : 1977
Joseph Cattarinich (né le 13 novembre 1881 à Québec, Québec, Canada - mort le 7 décembre 1938) est un joueur professionnel de hockey sur glace (défenseur et gardien de but), entrepreneur de course de chevaux, vendeur de tabac et copropriétaire des Canadiens de Montréal dans la Ligue nationale de hockey (LNH) de 1921 à 1935.

## Biographie
Son père, Giuseppe Cattarinich Sr., dit Joseph Cattarinich, est d'origine croate, et nommé Cattarinichi. Il change son nom en arrivant au Canada. Il prend le nom de Cattarinich (prononciation correcte du nom croate Katarinić - comme il était épelé à l'origine). Joseph Sr. est né à Veli Lošinj, Croatie (alors Lussin-Piccolo, Autriche) de parents croates nommés Joseph et Jacoba (née Bradicic). En 1839, à Primorje-Gorski, il épouse Catharina Mareglia, également native de parents croates, Dominicus et Maria (nee Nikolic).
Joseph Cattarinich Jr., naît le 13 novembre 1881 à Québec dans la paroisse Notre-Dame-de-la-Garde au pied du Cap-Blanc.

## Carrière
En 1909, il travaille comme serre-frein pour le Canadien Pacifique. Il fait connaissance de Léo Dandurand alors qu'il fait partie du Club de crosse de Montréal. En 1909-1910, il joue gardien de but pour les National de Montréal dans l'Association canadienne de hockey (ACH). Le club de hockey Club Athlétique Canadien est fondé la même année. Il deviendra le Club de Hockey Canadien dans l'Association nationale de hockey (ANH) pour la saison 1909-1910.  Cattarinich commence sa carrière avec les Canadiens de Montréal comme gardien. Il joue le premier match de l'équipe, le 5 janvier 1910, contre le Silver Kings de Cobalt (Ontario), gagné 7-6 en prolongation.

### Sa retraite de joueur de hockey
Cattarinich prend sa retraite à la fin d'un match hors-concours, opposant les Canadiens et le club amateur des Saguenéens de Chicoutimi, le 17 février 1910 à Chicoutimi. Les Canadiens perdent 11-5. La prestation du gardien de l'équipe de Chicoutimi, Georges Vézina, impressionne Cattarinich. Il recommande son embauche à George Kennedy, propriétaire de l'équipe. Le 26 décembre 1910, Georges Vézina signe son contrat pour la prochaine saison.

### Début de sa carrière d'homme d'affaires et de promoteur de chevaux
Avec son partenaire Léo Dandurand, Cattarinich réintroduit le pari dans les courses hippiques aux États-Unis après la Première Guerre mondiale. L'activité de la paire « Catta-Léo » s'étend jusqu'à Chicago, La Nouvelle-Orléans et même Saint-Louis.

### Propriétaire des Canadiens de Montréal
Le 4 novembre 1921, avec Léo Dandurand et Louis Létourneau, Cattarinich achète à la veuve de l'ancien propriétaire George Washington Kendall les Canadiens de Montréal de la Ligue nationale de hockey, pour un montant de 11 000 $.
Ils se répartissent les postes suivants :
- Président : Athanase David
- Vice-président : Joseph Cattarinich
- Secrétaire-trésorier et entraîneur : Léo Dandurand
- Directeur : Louis Létourneau

Lors de la saison 1926-1927, le trio suggère à la Ligue nationale de hockey de créer le Trophée Vézina, en hommage au gardien mort de la tuberculose le 28 novembre 1925.
Le trio crée l'actuel logo de l'équipe et la bande horizontale bleue sur le chandail.

## Distinctions
Son équipe remporte trois fois la Coupe Stanley entre 1924 et 1931.
- Saison 1923-1924 de la LNH
- Saison 1929-1930 de la LNH
- Saison 1930-1931 de la LNH

### L'achat de Blue Bonnets
En 1932, le trio formé de Joe Cattarinich, Léo Dandurand et Louis Létourneau achète le Parc Delorimier, situé au cœur du village de Lorimier à Montréal, et se porte acquéreur de Blue Bonnets.
En 1933, Joe Cattarinich est nommé président de Blue Bonnets. À cette époque, les écuries de Blue Bonnets pouvaient accueillir 650 pur-sang.

#### Le trio Cattarinich, Dandurand, Létourneau vend les Canadiens de Montréal en 1935
Le 17 septembre 1935, après une série de pertes financières (allant jusqu'à 40 000 $ pour la saison 1934-1935), Cattarinich et Dandurand vendent le club à un syndicat comprenant Ernest Savard, Maurice Forget et Louis Gélinas en 1935. 
L'équipe est vendue 175 000 $. Cattarinich n'a jamais fait faillite, puisqu'il a des investissements dans d'autres champs d'affaires. On dit qu'il a sa suite à l'hôtel Windsor de Montréal.
Lors du décès d'Howie Morenz en 1937, tout son équipement est vendu à l'encan. Cattarinich, ne pouvant être présent, demande à Jules Dugal, secrétaire-trésorier des Canadiens (futur entraîneur de l'équipe), d'acheter l'équipement complet de Morenz pour 500 $. Généreux, Cattarinich donne tout l'équipement à Howie Morenz Jr.

## Vie privée
Le 13 avril 1914, à 33 ans, il épouse Blanche Vermette à la cathédrale Saint-Jacques-le-Majeur à Montréal.

## Décès
À la fin de sa vie, Joseph Cattarinich réside au 191, côte Sainte-Catherine dans le secteur Outremont à Montréal.
Après une opération à l'œil, Joseph Cattarinich meurt d'une crise cardiaque le 7 décembre 1938 à La Nouvelle-Orléans. Il est exposé en chapelle ardente à sa résidence. Ses funérailles ont lieu le 10 décembre 1938 à l'église Saint-Viateur d'Outremont.

## Honneur
Il est intronisé au Temple de la renommée du hockey en 1977.

## Trophée Joseph-Cattarinich
En 1940, Blanche Vermette veut perpétuer la mémoire de son mari. Elle crée le trophée Joseph-Cattarinich. Il sera décerné chaque année à l’athlète canadien-français s'étant le plus signalé au Canada ou aux États-Unis. 
Après deux pauses (de 1943 à 1946, puis de 1948 à 1963), la remise du trophée cesse définitivement en 1976. Le trophée réapparaît en 2009 pour être vendu aux enchères.

### Récipiendaires
- 1940 Gérard Côté
- 1941 Dave Castilloux
- 1947 Maurice Richard
- 1964 Jean Béliveau
- 1965 Claude Provost
- 1966 Lorne Worsley
- 1967 Yvan Cournoyer
- 1968 Toe Blake
- 1969 Henri Richard
- 1970 John Ferguson
- 1971 Guy Lafleur
- 1972 Ken Dryden
- 1973 Henri Richard
- 1974 Guy Lafleur
- 1975 Guy Lafleur